# 强巴赤列
强巴赤列（藏語：བྱམས་པ་འཕྲིན་ལས་，威利转写：byams pa 'phrin las，1929年10月—2011年2月21日），男，藏族，西藏拉萨人，中国藏医学家、天文历算专家。

## 生平
1953年6月，强巴赤列参加工作，1956年10月加入中国共产党。强巴赤列历任西藏青联办公室副主任，拉萨市南城区区长，拉萨市藏医院院长，西藏大学筹备组成员、西藏自治区藏医院党委副书记、院长、党委书记，西藏自治区卫生厅党组成员、副厅长，西藏自治区藏医学院名誉院长，西藏自治区科协主席，西藏自治区科协名誉主席。1986年，强巴赤列享受国务院特殊津贴。强巴赤列是第六、七届全国人大代表，第八届全国政协委员，第五届中国科协副主席，中国中医专家委员会委员，中国中医网络专家委员会委员，中华医学会中藏医分会会长，西藏天文历算学会会长。1995年5月，中国科学技术协会第四次代表大会召开，并选举产生第四届全国委员会。5月27日，第四届全国委员会第一次会议召开，其被选为副主席。
2011年2月21日，强巴赤列在拉萨病逝，享年83岁。